# Mélida Anaya Montes
Mélida Anaya Montes (Santiago Texacuangos, 17 de mayo de 1929 - Managua, 6 de abril de 1983), también conocida como Comandante Ana María, fue una educadora y guerrillera salvadoreña, cofundadora de la organización guerrillera Fuerzas Populares de Liberación (FPL) que en 1980 conformaron el FMLN.

## Reseña
Nació en la pequeña ciudad de Santiago Texacuangos, en las afueras de San Salvador. 

### Educadora
Realizó estudios de magisterio en la Escuela Normal Femenina de San Salvador y recibió un doctorado en Educación de la Universidad de El Salvador. Impartió clases en distintas escuelas y llegó a ser subdirectora de la Escuela Normal Superior "Alberto Masferrer".

### Dirigente gremial
A fines de los años sesenta, se convirtió en una de las principales líderes de la asociación gremial "Asociación Nacional de Educadores Salvadoreños" ("ANDES 21 de Junio"), de la que fue elegida secretaria general en 1968. Junto a otros líderes magisteriales, condujo las huelgas de los profesores de primaria y secundaria en 1968 y 1971, que crearon un grave problema para el gobierno del coronel Fidel Sánchez Hernández.

### Trayectoria política

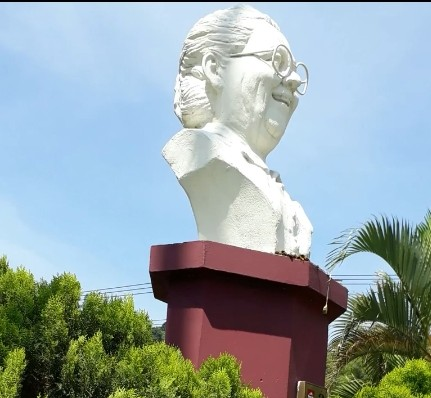
Busto de Mélida Anaya conocida como la comandante Ana María, San Salvador

En 1970, Salvador Cayetano Carpio, exsecretario general del Partido Comunista Salvadoreño y otros dirigentes obreros y universitarios, fundaron la primera organización guerrillera de El Salvador: las Fuerzas Populares de Liberación (FPL).  A mediados de los años setenta, Mélida Anaya Montes, llevó el gremio magisterial al Bloque Popular Revolucionario, BPR, frente de masas de las FPL. El BPR protagonizó huelgas, tomas de templos y embajadas, manifestaciones callejeras y toda la turbulencia que presagiaban la guerra que iba a sacudir al país en los años siguientes.
Ella adoptó el seudónimo de Comandante Ana María, y se convirtió en la segunda al mando dentro de FPL. 
Tras el triunfo de la Revolución Sandinista, se trasladó a Nicaragua en 1980 junto con los demás miembros del Comando Central de las FPL.
En 1983 se intensificaron los debates internos sobre la ideología de las FPL. Ella representó una corriente socialista moderada frente a las tesis marxistas-leninistas de la Alianza Obrero-Campesina y la estrategia militar de la Guerra Popular Prolongada defendidas por Cayetano Carpio, cuyo seudónimo de guerra era Comandante Marcial.

### Asesinato
El 6 de abril de 1983, Mélida Anaya Montes ―de 53 años de edad― fue asesinada mientras dormía en su residencia, en las afueras de la ciudad de Managua. Recibió 82 puñaladas con un picahielo y un balazo, según explicó el ministro nicaragüense del Interior de ese entonces Tomás Borge.
El primer comunicado de las FPL atribuyó el crimen a la CIA. Marcial, informado telefónicamente del asesinato, decidió interrumpir su viaje en Libia y volver a Managua. Alcanzó a asistir a los funerales de Ana María el día 9 de abril. Durante el sepelio, Marcial llamó a la unidad de la guerrilla.

"Este día, al despedir los restos de nuestra compañera, solo puedo decirles: les garantizamos, compañeros, que intensificaremos la lucha contra el enemigo común, contra el imperialismo"
Discurso pronunciado por Salvador Cayetano Carpio Marcial, 9 de abril de 1983.

El 20 de abril, el Ministerio del Interior publicó un comunicado con los nombres de los salvadoreños que habían sido capturados por el asesinato de la comandante Ana María:

"Rogelio A. Bazzaglia Recinos (28), autor intelectual y organizador de la acción criminal. Walter Ernesto Elías (18). Andrés Vázquez Malina (22) y Julio A. Soza Orellana (25), autores materiales del asesinato y en cuyo poder se encontraron armas, ropa y otros medios utilizados en el hecho. Fueron capturados el día 12 de este mismo mes. Alejandro Romero Romero (24) y María Argueta Hernández (39), cómplices que facilitaron el ingreso del grupo homicida a la casa de la Cra. Cmdte. Ana María."
Comunicado Ministerio del Interior

En dicho comunicado, también se informa del suicidio de Marcial el día 12 de abril de 1983, a sus 64 años. Los periódicos retomaron la versión oficial de que esa decisión fue producto de la frustración y abrumado por las circunstancias que rodearon el asesinato de la compañera Ana María.
La Comisión Política de las FPL emitió un comunicado el 9 de diciembre de 1983 en el que consignó -por primera vez- que el Comandante Marcial fue el autor intelectual del crimen y se refieren al suicidio de Marcial como "un acto de cobardía política para evadir su responsabilidad y salvar su nombre ya manchado por la infamia que él mismo se echó encima". Salvador Sánchez Cerén asumió como nuevo comandante de las FPL. En junio de 2014, Sánchez Cerén fue elegido presidente de la República de El Salvador y el primer excomandante de la guerrilla del FMLN en ejercer esa función. 
Inmediatamente después del asesinato de la Comandante Ana María, el FMLN anunció la campaña militar histórica "Comandante Mélida Anaya Montes, ¡Juramos Vencer!".
Mélida Anaya Montes "Comandante Ana María" es considerada como un ícono entre las mujeres de izquierda de El Salvador.